# Missulena minima
Espèce
Missulena minima est une espèce d'araignées mygalomorphes de la famille des Actinopodidae.

## Distribution
Cette espèce est endémique du Mid West en Australie-Occidentale,. Elle se rencontre dans la réserve naturelle de West Perenjori.

## Description
Le mâle holotype mesure 4,5 mm, les mâles mesurent de 4,14 à 5,10 mm.

## Systématique et taxinomie
Cette espèce a été décrite par Marsh, Stevens et Framenau en 2023.

## Étymologie
Son nom d'espèce lui a été donné en référence à sa petite taille.

## Publication originale
- Marsh, Stevens & Framenau, 2023 : « Five new species of mouse spiders in the genus Missulena (Mygalomorphae: Actinopodidae) from national parks and conservation reserves in Western Australia. » Australian Journal of Taxonomy, vol. 36, p. 1-2 (texte intégral).